# Polycarpa triruga
Polycarpa triruga är en sjöpungsart som beskrevs av Monniot, F. 2003. Polycarpa triruga ingår i släktet Polycarpa och familjen Styelidae. Inga underarter finns listade i Catalogue of Life.